# Ilha Crozier
A ilha Crozier (em dinamarquês:  Crozier Ø) é uma das três ilhas desabitadas situadas na passagem Kennedy, no estreito de Nares que separa a Gronelândia do Arquipélago Ártico Canadiano. Está próxima da costa da Gronelândia, integra o município de Avannaata e é a mais meridional das três ilhas, tendo falésias na sua costa sudoeste, que atingem 60 metros de desnível.
Deve o seu nome ao oficial da Royal Navy Francis Rawdon Moira Crozier, que foi vice-comandante (e depois comandante, com a morte de Franklin) da expedição de John Franklin que visava encontrar a Passagem do Noroeste em 1845–1848. A escolha do nome foi feita por Elisha Kent Kane entre 1854 e 1855, durante a segunda expedição Grinnell, após a ilha ter sido assinalada por Hans Hendrik e pelo americano William Morton en junho de 1854.
O bioma da região é tundra, com temperaturas quase sempre negativas